# Kuujjuaq
Kuujjuaq (em inuktitut: ᑰᔾᔪᐊᖅ) é a maior aldeia do norte da região de Nunavik em Quebec no Canadá. Com uma população de 2.754 a partir do censo canadense de 2016. É a capital administrativa do governo regional de Kativik e fica na costa ocidental do rio Koksoak.